# Vidmantas Urbonas

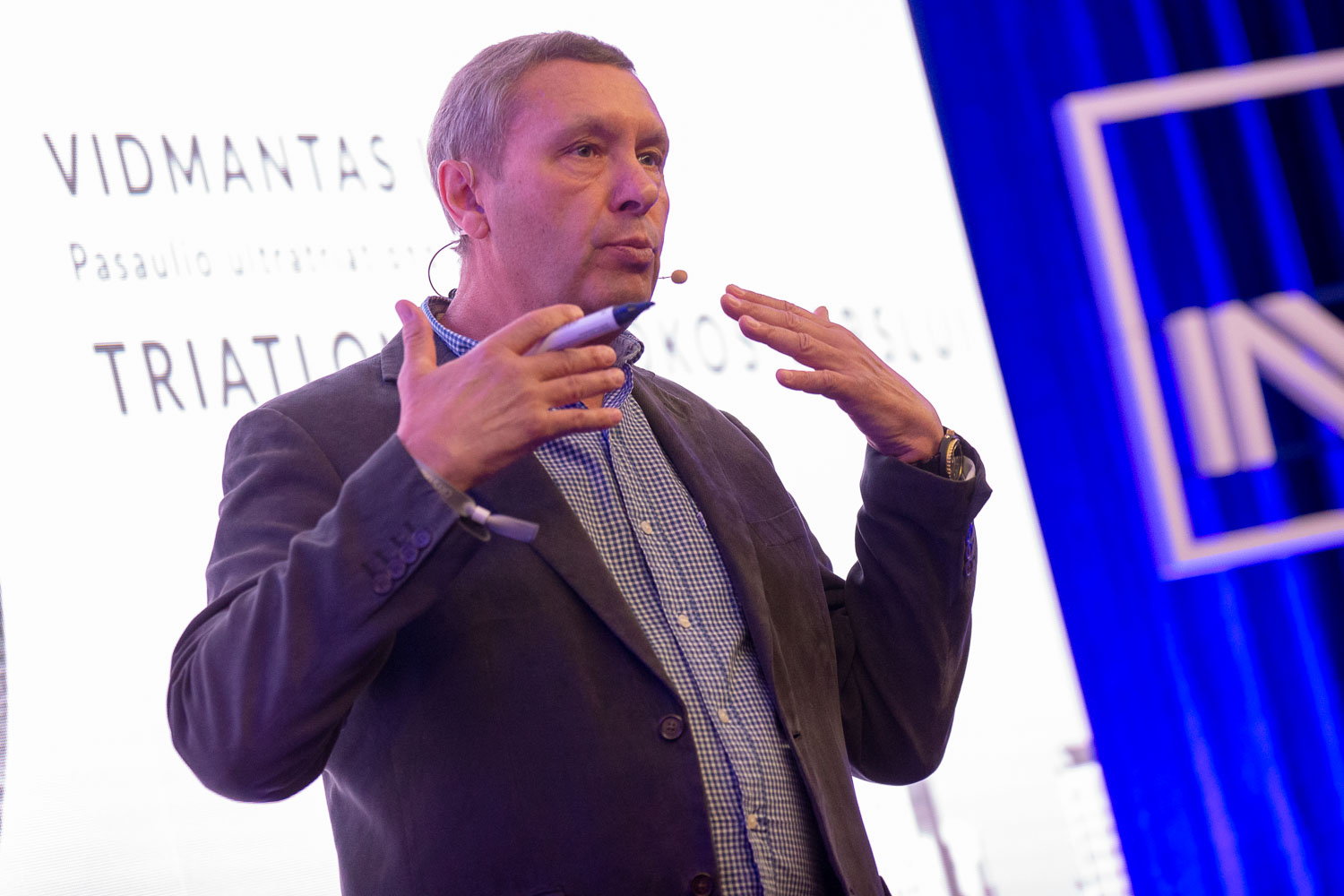

Vidmantas Urbonas (* 28. April 1958 in Panevėžys) ist ein litauischer Extremsportler.

## Werdegang
Urbonas ist ein Triathlet und Langstreckenschwimmer. 
1998 gewann er in Mexiko den ersten Double Deca Ultratriathlon. Die erforderlichen 76 km Schwimmen, 3600 km Radfahren und 844 km Laufen bewältigte er in 437 Stunden, 21 Minuten und 40 Sekunden.
Im Jahr 1999 gelang es ihm innerhalb von acht Tagen, 460 km auf der Memel zurückzulegen. Dabei zog er sich jedoch einen Nierenschaden zu. Seinen Versuch den Ärmelkanal von Frankreich nach England auf einer Strecke von 33 km zu durchqueren, musste er 2006 wegen zu hohem Wellengang aufgeben.
Ende Juli 2007 versuchte er, die Ostsee auf einer Länge von 209 km zu durchschwimmen, um auf die ökologischen Probleme des Baltischen Meeres aufmerksam zu machen. Aufgrund der schwierigen Wetterlage musste er sein Vorhaben abbrechen. An den ersten sechs Tagen hatte er aber bereits mehr als die Hälfte der Strecke absolviert. Im August des Jahres gelang ihm jedoch eine 145 km lange Durchquerung der Ostsee zwischen Lettland und Gotland. Für diese Strecke benötigte er acht Tage.
In seinem Heimatort Panevėžys arbeitet er als Sportamtsleiter.